# J/Z (маршрут метро, Нью-Йорк)
J Nassau Street Local и Z Nassau Street Express (прежде Jamaica Express) — маршруты Нью-Йоркского метрополитена, проходящие в Куинсе, Манхэттене и Бруклине. Маршруты проходят по линиям Арчер-авеню, Би-эм-ти, Джамейка, Би-эм-ти, и Нассо-стрит, Би-эм-ти. На картах, станциях, вагонах и т. д. они обозначаются коричневым цветом, поскольку проходят по линии Нассо-стрит.
Оба маршрута следуют от Джамейка-Сентер — Парсонс — Арчер в Куинсе до Брод-стрит в Манхэттене. Круглосуточно ходит только маршрут J, в то время как Z работает только в часы пик в пиковом направлении. Во время работы маршрута Z на участке между станциями Сатфин-бульвар — Арчер-авеню и Мертл-авеню — Бродвей в пиковом направлении маршруты действуют по принципу «скип-стоп»: каждый из них останавливается через станцию, но J пропускает одни станции, а Z другие, и только на некоторых станциях останавливаются оба; также оба маршрута в том же направлении днём пропускают три станции подряд между Мертл-авеню и Марси-авеню, на которых в это время останавливается только маршрут M. В обратном же направлении, а также во всё остальное время работает только J, останавливаясь на всех без исключения станциях.

## Маршрут
Используемые пути в зависимости от дня недели и времени суток
| От станции включительно           | До станции включительно                                     | J                                                                                         | J                                                              | J               | Z                                                               | Z               |
| От станции включительно           | До станции включительно                                     | Часы пик                                                                                  | День (кроме часов пик)                                         | Остальное время | Часы пик                                                        | Остальное время |
| --------------------------------- | ----------------------------------------------------------- | ----------------------------------------------------------------------------------------- | -------------------------------------------------------------- | --------------- | --------------------------------------------------------------- | --------------- |
| Джамейка-Сентер — Парсонс — Арчер | Сатфин-бульвар — Арчер-авеню — Аэропорт имени Джона Кеннеди | локальные пути                                                                            | локальные пути                                                 | локальные пути  | локальные пути; только в пиковом направлении                    | —               |
| 121-я улица                       | Косцюшко-стрит                                              | локальные пути: в пиковом направлении в режиме скип-стоп, в обратном со всеми остановками | локальные пути                                                 | локальные пути  | локальные пути в режиме скип-стоп; только в пиковом направлении | —               |
| Мертл-авеню                       | Марси-авеню                                                 | экспресс-путь в пиковом направлении, локальный путь в обратном                            | экспресс-путь в пиковом направлении, локальный путь в обратном | локальные пути  | экспресс-путь; только в пиковом направлении                     | —               |
| Эссекс-стрит                      | Брод-стрит                                                  | локальные пути                                                                            | локальные пути                                                 | локальные пути  | локальные пути; только в пиковом направлении                    | —               |

Схема маршрута
| Условные обозначения |
| для дней и часов работы маршрутов (более точно указано во всплывающих подсказках при этих обозначениях): |
| --- |
| круглосуточно круглосуточно, кроме ночи круглосуточно, кроме будней днём (либо часов пик) в пиковом направлении в будни днём (и, возможно, вечером) в будни круглосуточно в часы пик в будни днём (либо в часы пик) в пиковом направлении в будни днём (либо в часы пик) в направлении, обратном пиковому в выходные ночью ночью и в выходные (и, возможно, вечером) нет движения поездов |

|  |

| E — круглосуточно · E — круглосуточно · Z — в часы пик в пиковом направлении · Z — в часы пик в пиковом направлении |

| E — в часы пик · E — в часы пик · J — в часы пик · J — в часы пик |

|  |
|  |
|  |

| E — круглосуточно · E — круглосуточно · Z — в часы пик в пиковом направлении · Z — в часы пик в пиковом направлении |
| AirTrain JFK[англ.], Джамейка (LIRR)[англ.]                                                                         |

| E — в часы пик · E — в часы пик · J — в часы пик · J — в часы пик |
| AirTrain JFK[англ.], Джамейка (LIRR)[англ.]                       |

|  |

| Z — в часы пик в пиковом направлении · Z — в часы пик в пиковом направлении |

| J — в часы пик в направлении, обратном пиковому · J — в часы пик в направлении, обратном пиковому |

|  |

|  |

| Z — в часы пик в пиковом направлении · Z — в часы пик в пиковом направлении |

| J — в часы пик в направлении, обратном пиковому · J — в часы пик в направлении, обратном пиковому |

|  |

| Z — в часы пик в пиковом направлении · Z — в часы пик в пиковом направлении |

| J — в часы пик · J — в часы пик |

|  |

|  |

| Z — в часы пик в пиковом направлении · Z — в часы пик в пиковом направлении |

| J — в часы пик в направлении, обратном пиковому · J — в часы пик в направлении, обратном пиковому |

|  |

|  |

| Z — в часы пик в пиковом направлении · Z — в часы пик в пиковом направлении |

| J — в часы пик · J — в часы пик |

|  |

| Z — в часы пик в пиковом направлении · Z — в часы пик в пиковом направлении |

| J — в часы пик в направлении, обратном пиковому · J — в часы пик в направлении, обратном пиковому |

|  |

|  |

| Z — в часы пик в пиковом направлении · Z — в часы пик в пиковом направлении |

| J — в часы пик в направлении, обратном пиковому · J — в часы пик в направлении, обратном пиковому |

|  |

| Z — в часы пик в пиковом направлении · Z — в часы пик в пиковом направлении |

| J — в часы пик · J — в часы пик |

|  |
|  |
|  |

| Z — в часы пик в пиковом направлении · Z — в часы пик в пиковом направлении                           | на той же станции |
| A — круглосуточно · A — круглосуточно · C — круглосуточно, кроме ночи · C — круглосуточно, кроме ночи | Бродвей-Джанкшен  |
| L — круглосуточно · L — круглосуточно                                                                 | Бродвей-Джанкшен  |

| J — в часы пик · J — в часы пик                                   | на той же станции |
| A — в часы пик · A — в часы пик · C — в часы пик · C — в часы пик | Бродвей-Джанкшен  |
| L — в часы пик · L — в часы пик                                   | Бродвей-Джанкшен  |

|  |

| Z — в часы пик в пиковом направлении · Z — в часы пик в пиковом направлении |

| J — в часы пик в направлении, обратном пиковому · J — в часы пик в направлении, обратном пиковому |

|  |

|  |

| Z — в часы пик в пиковом направлении · Z — в часы пик в пиковом направлении |

| J — в часы пик в направлении, обратном пиковому · J — в часы пик в направлении, обратном пиковому |

|  |

|  |

| M — круглосуточно · M — круглосуточно · Z — в часы пик в пиковом направлении · Z — в часы пик в пиковом направлении |

| J — в часы пик · J — в часы пик · M — в часы пик · M — в часы пик |

|  |

| M — круглосуточно, кроме ночи · M — круглосуточно, кроме ночи |

|  |

| M — круглосуточно, кроме ночи · M — круглосуточно, кроме ночи |

|  |

| M — круглосуточно, кроме ночи · M — круглосуточно, кроме ночи |

|  |

| M — круглосуточно, кроме ночи · M — круглосуточно, кроме ночи · Z — в часы пик в пиковом направлении · Z — в часы пик в пиковом направлении |

| J — в часы пик · J — в часы пик · M — в часы пик · M — в часы пик |

|  |
|  |
|  |

| M — круглосуточно, кроме ночи · M — круглосуточно, кроме ночи · Z — в часы пик в пиковом направлении · Z — в часы пик в пиковом направлении | на той же станции |
| F — круглосуточно · F — круглосуточно · <F> — в часы пик в пиковом направлении · <F> — в часы пик в пиковом направлении                     | Деланси-стрит     |

| J — в часы пик · J — в часы пик · M — в часы пик · M — в часы пик                                                 | на той же станции |
| F — в часы пик · F — в часы пик · <F> — в часы пик в пиковом направлении · <F> — в часы пик в пиковом направлении | Деланси-стрит     |

|  |

| Z — в часы пик в пиковом направлении · Z — в часы пик в пиковом направлении |

| J — в часы пик · J — в часы пик |

|  |
|  |
|  |
|  |
|  |

| Z — в часы пик в пиковом направлении · Z — в часы пик в пиковом направлении                                                                                       | на той же станции |
| 4 — ночью · 4 — ночью · 6 — круглосуточно · 6 — круглосуточно · <6> — в будни днём в пиковом направлении · <6> — в будни днём в пиковом направлении               | Канал-стрит       |
| N — ночью · N — ночью · R — круглосуточно, кроме ночи · R — круглосуточно, кроме ночи · W — в будни днём и вечером до 23:00 · W — в будни днём и вечером до 23:00 | Канал-стрит       |
| N — круглосуточно, кроме ночи · N — круглосуточно, кроме ночи · Q — круглосуточно · Q — круглосуточно                                                             | Канал-стрит       |

| J — в часы пик · J — в часы пик                                                                                   | на той же станции |
| 6 — в часы пик · 6 — в часы пик · <6> — в часы пик в пиковом направлении · <6> — в часы пик в пиковом направлении | Канал-стрит       |
| R — в часы пик · R — в часы пик · W — в часы пик · W — в часы пик                                                 | Канал-стрит       |
| N — в часы пик · N — в часы пик · Q — в часы пик · Q — в часы пик                                                 | Канал-стрит       |

|  |
|  |
|  |

| Z — в часы пик в пиковом направлении · Z — в часы пик в пиковом направлении | на той же станции            |
| 4 — круглосуточно · 4 — круглосуточно · 5 — круглосуточно, кроме ночи · 5 — круглосуточно, кроме ночи · 6 — круглосуточно · 6 — круглосуточно · <6> — в будни днём в пиковом направлении · <6> — в будни днём в пиковом направлении | Бруклинский мост — Сити-холл |

| J — в часы пик · J — в часы пик | на той же станции            |
| 4 — в часы пик · 4 — в часы пик · 5 — в часы пик · 5 — в часы пик · 6 — в часы пик · 6 — в часы пик · <6> — в часы пик в пиковом направлении · <6> — в часы пик в пиковом направлении | Бруклинский мост — Сити-холл |

|  |
|  |
|  |
|  |
|  |

| Z — в часы пик в пиковом направлении · Z — в часы пик в пиковом направлении                           | на той же станции |
| 2 — круглосуточно · 2 — круглосуточно · 3 — круглосуточно, кроме ночи · 3 — круглосуточно, кроме ночи | Фултон-стрит      |
| 4 — круглосуточно · 4 — круглосуточно · 5 — круглосуточно, кроме ночи · 5 — круглосуточно, кроме ночи | Фултон-стрит      |
| A — круглосуточно · A — круглосуточно · C — круглосуточно, кроме ночи · C — круглосуточно, кроме ночи | Фултон-стрит      |
| Всемирный торговый центр (PATH)[англ.]                                                                |                   |

| J — в часы пик · J — в часы пик                                   | на той же станции |
| 2 — в часы пик · 2 — в часы пик · 3 — в часы пик · 3 — в часы пик | Фултон-стрит      |
| 4 — в часы пик · 4 — в часы пик · 5 — в часы пик · 5 — в часы пик | Фултон-стрит      |
| A — в часы пик · A — в часы пик · C — в часы пик · C — в часы пик | Фултон-стрит      |
| Всемирный торговый центр (PATH)[англ.]                            |                   |

|  |

| Z — в часы пик в пиковом направлении · Z — в часы пик в пиковом направлении |

| J — в часы пик · J — в часы пик |